# Le Plessis-Grimoult
Le Plessis-Grimoult é uma ex-comuna francesa na região administrativa da Normandia, no departamento de Calvados. Estendeu-se por uma área de 16,22 km². Em 2010 a comuna tinha 359 habitantes (densidade: 22,1 hab./km²).
Em 1 de janeiro de 2017 foi fundida com as comunas de Aunay-sur-Odon, Bauquay, Campandré-Valcongrain, Danvou-la-Ferrière, Ondefontaine e Roucamps para a criação da nova comuna de Formigny La Bataille.